# Soyouz TMA-02M

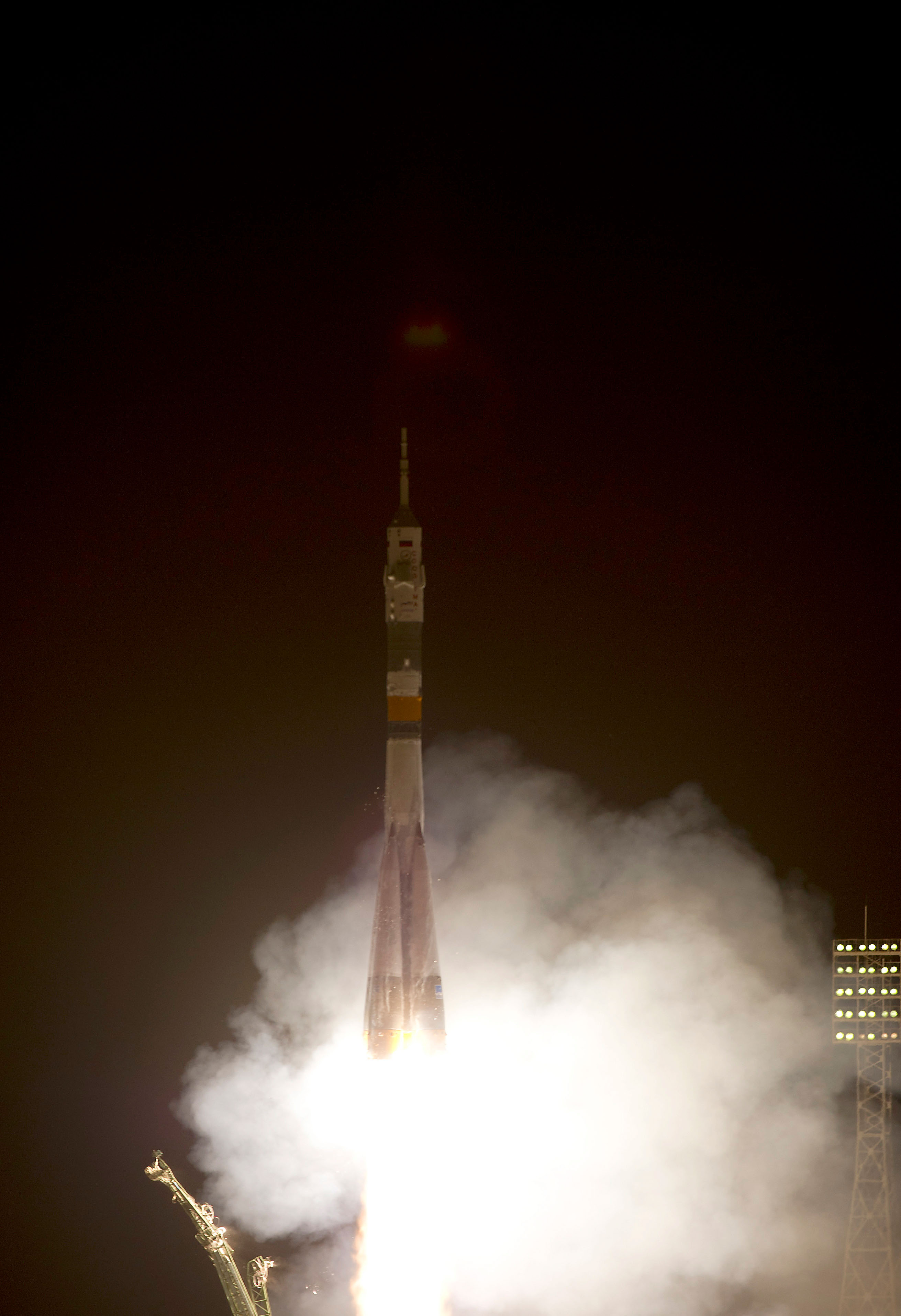
Décollage de la fusée Soyouz TMA-02M du Cosmodrome de Baïkonour emportant Volkov, Fossum et Furukawa vers la Station spatiale internationale.

Soyouz TMA-02M est une mission spatiale dont le lancement a eu lieu le 7 juin 2011 à 21 h 12 UTC depuis le Cosmodrome de Baïkonour. Elle transporte trois membres de l'Expédition 28 vers la Station spatiale internationale. Il s'agit du 110e vol d'un vaisseau Soyouz depuis le premier en 1967.

## Équipage

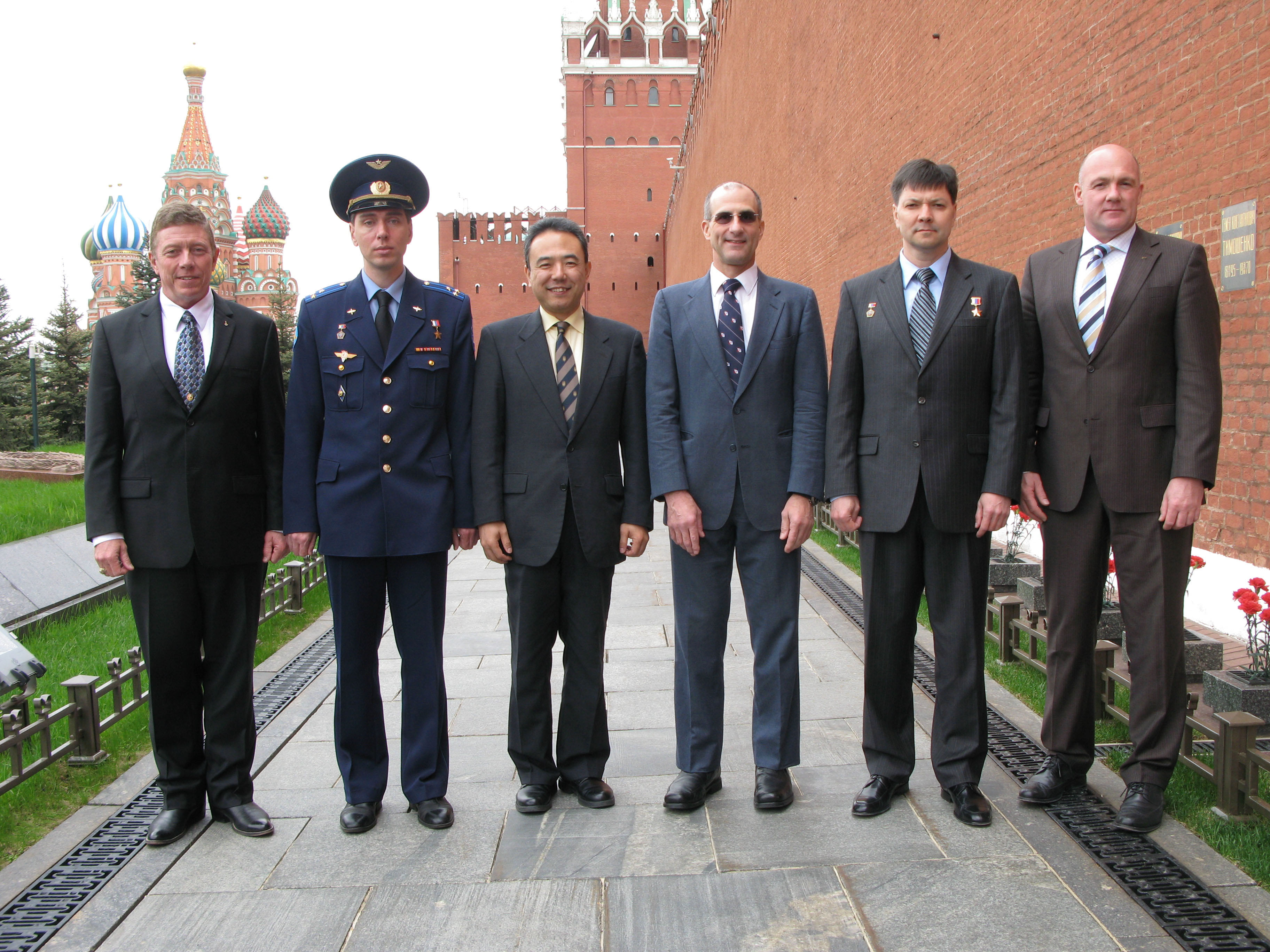
Les équipages principal et de secours du Soyouz TMA-02M pendant leur tour de cérémonie le 16 mai 2011.

- Commandant : Sergueï Volkov (2),  Russie
- Ingénieur de vol 1 : Michael E. Fossum (3),  États-Unis
- Ingénieur de vol 2 : Satoshi Furukawa (1),  Japon

Le chiffre entre parenthèses indique le nombre de vols spatiaux effectués par l'astronaute, Soyouz TMA-02M inclus.

### Équipage de remplacement
- Commandant : Oleg Kononenko,  Russie
- Ingénieur de vol 1 : Donald Pettit,  États-Unis
- Ingénieur de vol 2 : Andre Kuipers,  Pays-Bas

## Galerie

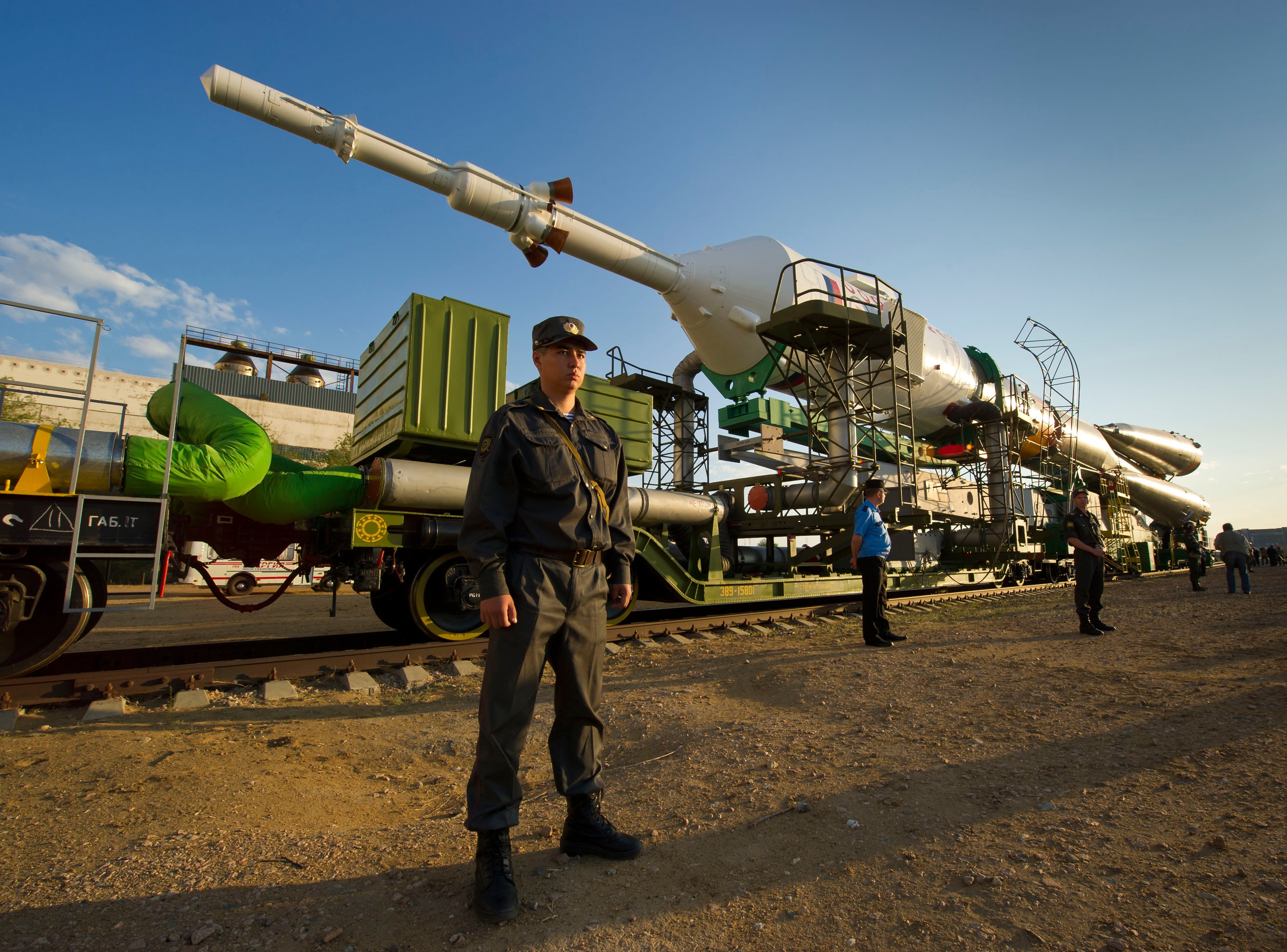
Transport de Soyouz ТМА-02M par train vers le pas de tir.
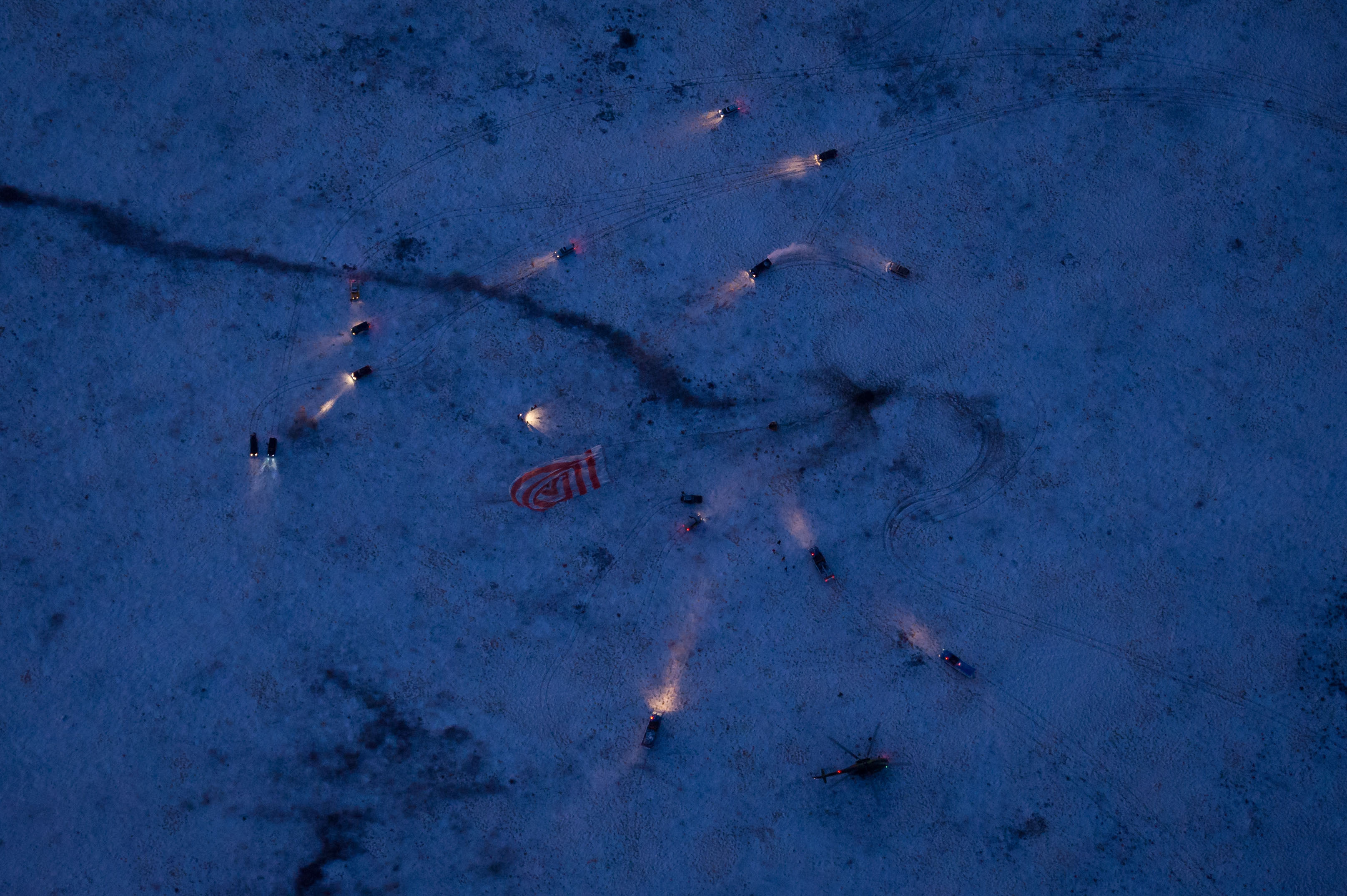
Vue du dessus du site d’atterrissage de Soyouz TMA-02M.
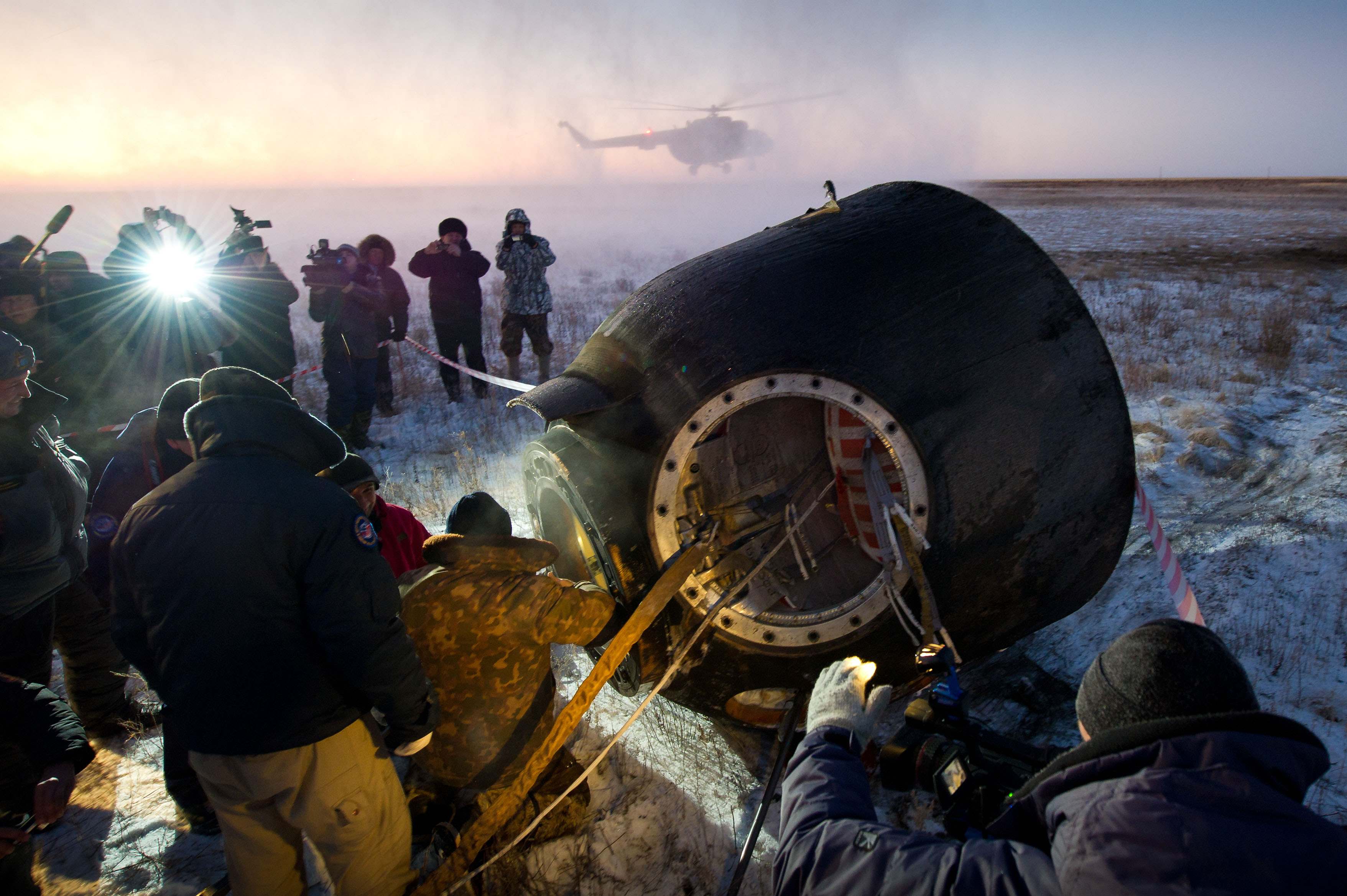
La capsule Soyouz TMA-02M peu de temps après l’atterrissage.
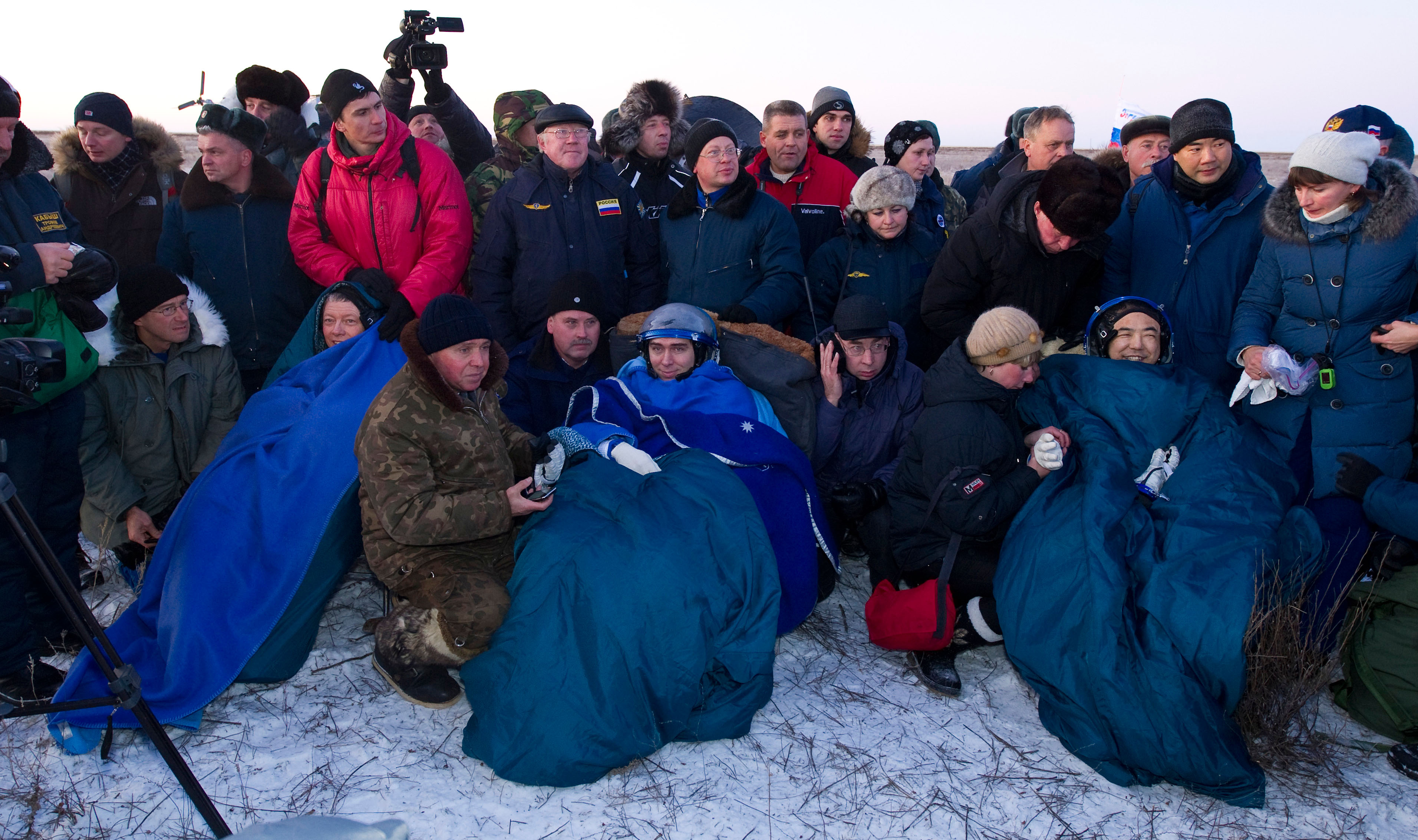
Les membres d'équipage après l'atterrissage.